# Ivars Godmanis
Ivars Godmanis (* 27. listopadu 1951, Riga, Sovětský svaz, dnes Lotyšsko) je politik a bývalý předseda vlády Lotyšska, kterým byl od prosince 2007 do března 2009. Tento úřad již zastával v období před a po získání nezávislosti země na Sovětském svazu v letech 1990–1993.

## Osobní život
Godmanis se narodil v Rize. V letech 1990–1993 byl poprvé předsedou vlády, která se zaměřila na obtížný transformační proces ekonomiky od plánového komunistického modelu k otevřenému kapitalistickému hospodářství. V období 1998–1999 zastával úřad ministra financí. Přestože byl původně spjatý s Lotyšskou lidovou frontou, tak po jejím zániku přešel do strany Lotyšská cesta, jejímž je v současnosti předsedou. V listopadových parlamentních volbách 2006 vytvořila strana sdružení s Lotyšskou první stranou a opět se vrátila do parlamentu (Saeima). Godmanis se stal ministrem vnitra.
14. prosince 2007 byl navržen prezidentem Valdis Zatlersem na místo předsedy vlády. 20. prosince téhož roku pak potvrzen parlamentem v poměru hlasů 54 pro ku 43 proti.
18. června 2008 byl zraněn při dopravní nehodě. Při srpnovém rižském koncertu hudební skupiny Queen v roce 2008, vystřídal při písni "All Right Now" bubeníka Rogera Taylora.
Kvůli světové finanční krizi, která na Lotyšsko tvrdě dopadla a obviněním z korupce, klesla popularita jeho vlády na minimum. V prosinci 2008 oznámil výraznou změnu vlády, kdy se počet ministrů měl zredukovat z 18 na 11. V únoru 2009 se vláda ocitla v tíživé situaci.
20. února 2009 v důsledku světové finanční krize podala vláda premiéra Ivarse Godmanise demisi, kterou prezident Valdis Zatlers přijal.